# Igor Pavlyuk
Ígor Pavlyuk (a veces escrito como Pavlyk Íhor, Ígor Pavluk; Ucraniano: І́гор Зино́війович Павлю́к, nacido el 1 de enero de 1967 en  Volinia, RSS de Ucrania) es un escritor ucraniano e investigador. Él es ganador del Premio People’s Shevchenko y tiene un Doctorado en Comunicación Social, ganador de un 2013 Inglés PEN Club Internacional Award, Ganador del Premio Literario de Suiza.

## Vida
Igor Pavlyuk nació en la región de Volyn el 1 de enero de 1967. Su madre murió diez días después de darlo a luz. Fue criado por su abuelo y abuela por parte de madre, ambos campesinos inmigrantes (Operación Vístula) de la región de Helm (ahora Polonia). La familia de Igor Pavlyuk por parte de su padre, también de Volyn, fue reprimida por participar en la lucha de liberación nacional, enviada a un asentamiento especial en Kiseliovsk en 1947 y rehabilitada en 1991.
Estudió en la Escuela de Ingeniería Militar de San Petersburgo, que abandonó para seguir su carrera como escritor. Como resultado, fue sentenciado a un período de trabajos forzados en la Taiga (región de Transbaikal), pero continuó escribiendo lo mejor que pudo, impulsado por la nostalgia de su patria ucraniana, hasta que fue liberado cuando cayó la Unión Soviética.
En 1992 se graduó en el Departamento de Periodismo de la Universidad de Lviv y como corresponsal de prensa y radio. Desde el 2003 ha trabajado en Kiev.
Ha participado en diversos festivales internacionales de literatura, entre ellos en Estonia, Georgia, Rusia, Bielorrusia, los Estados Unidos de América, Polonia, Turquía, Irlanda.
Sus obras han sido traducidas al inglés y al ruso.
Sus poemas fueron publicados en bien conocido en el mundo de las revistas en lengua inglesa «Envoi», «Acumen», «The Apple Valley Review», «Barnwood International Poetry Mag», «Le zaporogue», en ruso «Gaceta Literaria» («Литературная газета»).

## Selección de publicaciones (libros)

### Poesía
- Islands of youth (1990) Острови юності
- Not this of place wind (1993) Нетутешній вітер
- Voice of daily Moon (1994) Голос денного Місяця
- Glass tavern (1995) Скляна корчма
- Allergy to eternity (Babylonia) (1999) Алергія на вічність
- Disaster (2002) Стихія
- Masculine fortunetelling (1995)
- The angel (or) English language? (poems by Ihor Pavlyuk in English) (2004)
- Magma (2005) Магма
- Rebellion (2006) Бунт
- The Tuning Fork (2007) Камертон
- Lyrics (2008) Лірика
- Ukraine at smoke (2009) Україна в диму
- Stratosphere (2010) Стратосфера
- Catching-Gossamers (2011) Ловлячи осінні павутинки
- A Flight Over the Black Sea (EE. UU., EC Publishing LLC), (Un vuelo sobre el mar negro), 2019 (poemas de Ihor Pavljuk en inglés. Traducido del ucraniano por Stephen Komarnyckyj).[12] ISBN 978-1-970160-60-4
- Arthania (EE. UU., Dorrance Publishing Company), (Un vuelo sobre el mar negro), 2019 (poemas de Ihor Pavljuk en inglés. Traducido del ucraniano por Yurii Lazirko),[13][14] ISBN 978-1-6470-2306-5

### Prosa
- Biography of the tree of tribe of poets (2003) Біографія дерева племені поетів
- Forbidden Bloom (2007) Заборонений цвіт

### Monografías
- Writer – Power – Press: historical and typological analysis (1997) Митець – Влада – Преса: історико-типологічний аналіз
- Diagnostics and prognosis of lie: digressions in the theory of communication (2003) Діагностика і прогностика брехні: екскурси в теорію комунікації
- There are writers in a press (2010) Письменники у пресі

### Libros para niños
- The Flying Cauldron (2003) Літаючий казан

Próximas publicaciones: colecciones de poesía, libros de obras de teatro y prosa, y las novelas Diamonds Growing, The Mesozoic, Bug, Vacuum.

## Audiolibros
- Íhor Pavlyuk recita sus poemas
- Sviatoslav Maksymchuk recita poemas de Íhor Pavlyuk (enlace roto disponible en Internet Archive; véase el historial, la primera versión y la última).
- Grygoriy Shumeyko recita novela de Íhor Pavlyuk (enlace roto disponible en Internet Archive; véase el historial, la primera versión y la última).
- Audiolibros por Íhor Pavlyuk (enlace roto disponible en Internet Archive; véase el historial, la primera versión y la última).

## Textos
- Literatura ucraniana: punto de vista de un poeta (presentación al Seminario Internacional de Irlanda (noviembre del 2006)
- Patrick (cuento)
- Versos modernos ucranianos
- Poemas de Íhor Pavlyuk en inglés (traducidos por Yurii Lazirko)
- Poesía Poeta Ucraino Ígor Pavlyuk Spagnolo Lingua